# Carlos Tapia
Carlos Daniel Tapia (* 20. srpen 1962, San Miguel, Buenos Aires, Argentina) je bývalý argentinský fotbalista. Nastupoval většinou na postu záložníka.
S argentinskou reprezentací vyhrál mistrovství světa v Mexiku roku 1986.. V národním mužstvu odehrál 10 utkání, v nichž vstřelil 1 branku.
Třikrát se stal mistrem Argentiny, dvakrát s River Plate (1980, 1981), jednou s Boca Juniors.